# Premi César 1976
La cerimonia di premiazione della 1ª edizione dei Premi César si è svolta il 3 aprile 1976 al Palais des Congrès di Parigi. È stata presieduta da Jean Gabin e presentata da Pierre Tchernia. È stata trasmessa da Antenne 2.
Il film che ha ottenuto il maggior numero di candidature (nove) è stato Frau Marlene (Le vieux fusil) di Robert Enrico, mentre il film che ha ottenuto il maggior numero di premi (quattro) è stato Che la festa cominci... (Que la fête commence) di Bertrand Tavernier.

## Vincitori e candidati
I vincitori sono indicati in grassetto, a seguire gli altri candidati.

### Miglior film
- Frau Marlene (Le vieux fusil), regia di Robert Enrico
- I baroni della medicina (Sept morts sur ordonnance), regia di Jacques Rouffio
- Che la festa cominci... (Que la fête commence), regia di Bertrand Tavernier
- Cugino, cugina (Cousin, cousine), regia di Jean Charles Tacchella

### Miglior regista
- Bertrand Tavernier - Che la festa cominci... (Que la fête commence)
- Robert Enrico - Frau Marlene (Le vieux fusil)
- Jean-Paul Rappeneau - Il mio uomo è un selvaggio (Le sauvage)
- François Truffaut - Adèle H., una storia d'amore (L'histoire d'Adèle H.)

### Miglior attore
- Philippe Noiret - Frau Marlene (Le vieux fusil)
- Gérard Depardieu - I baroni della medicina (Sept morts sur ordonnance)
- Victor Lanoux - Cugino, cugina (Cousin, cousine)
- Jean-Pierre Marielle - Folli e liberi amplessi (Les galettes de Pont-Aven)

### Miglior attrice
- Romy Schneider - L'importante è amare (L'important c'est d'aimer)
- Isabelle Adjani - Adèle H., una storia d'amore (L'histoire d'Adèle H.)
- Catherine Deneuve - Il mio uomo è un selvaggio (Le sauvage)
- Delphine Seyrig - India song

### Migliore attore non protagonista
- Jean Rochefort - Che la festa cominci... (Que la fête commence)
- Jean Bouise - Frau Marlene (Le vieux fusil)
- Patrick Dewaere - Dai sbirro (Adieu poulet)
- Victor Lanoux - Dai sbirro (Adieu poulet)

### Migliore attrice non protagonista
- Marie-France Pisier - Cugino cugina (Cousin, cousine)
- Andréa Ferréol - Folli e liberi amplessi (Les galettes de Pont-Aven)
- Isabelle Huppert - Aloïse
- Christine Pascal - Che la festa cominci... (Que la fête commence)

### Migliore sceneggiatura originale o miglior adattamento
- Bertrand Tavernier e Jean Aurenche - Che la festa cominci... (Que la fête commence)
- Robert Enrico e Pascal Jardin - Frau Marlene (Le vieux fusil)
- Jacques Rouffio e Georges Conchon - I baroni della medicina (Sept morts sur ordonnance)
- Jean Charles Tacchella - Cugino cugina (Cousin, cousine)

### Migliore fotografia
- Sven Nykvist - Luna nera (Black moon)
- Étienne Becker - Frau Marlene (Le vieux fusil)
- Pierre Lhomme - Un'orchidea rosso sangue (La chair de l'orchidée)
- Pierre Lhomme - Il mio uomo è un selvaggio (Le sauvage)

### Miglior montaggio
- Geneviève Winding - I baroni della medicina (Sept morts sur ordonnance)
- Christiane Lack - L'importante è amare (L'important c'est d'aimer)
- Jean Ravel - Dai sbirro (Adieu poulet)
- Marie-Josèphe Yoyotte - Il mio uomo è un selvaggio (Le sauvage)
- Eva Zora - Frau Marlene (Le vieux fusil)

### Migliore scenografia
- Pierre Guffroy - Che la festa cominci... (Que la fête commence)
- Jean-Pierre Kohut-Svelko - Adèle H., una storia d'amore (L'histoire d'Adèle H.)
- Jean-Pierre Kohut-Svelko - L'importante è amare (L'important c'est d'aimer)
- Richard Peduzzi - Un'orchidea rosso sangue (La chair de l'orchidée)

### Migliore musica
- François de Roubaix - Frau Marlene (Le vieux fusil)
- Carlos D'Alessio - India song
- Paul De Senneville e Olivier Toussaint - Un lenzuolo non ha tasche (Un linceul n'a pas de poches)
- Antoine Duhamel e Philippe d' Orléans - Che la festa cominci... (Que la fête commence)

### Miglior sonoro
- Nara Kollery e Luc Perini - Luna nera (Black moon)
- Bernard Aubouy - Frau Marlene (Le vieux fusil)
- Harrick Maury e Harald Maury - Hu-Man
- Michel Vionnet - India song

### Miglior film straniero
- Profumo di donna, regia di Dino Risi
- Aguirre, furore di Dio (Aguirre, der Zorn Gottes), regia di Werner Herzog
- Il flauto magico (Trollflöjten), regia di Ingmar Bergman
- Nashville, regia di Robert Altman

### Premio César onorario
- Ingrid Bergman
- Diana Ross